# 修善寺虹の郷
修善寺虹の郷（しゅぜんじにじのさと）は静岡県伊豆市にあるテーマパークである。
同園は伊豆半島の主要な温泉街の一つを有する修善寺温泉の中心から1.5 kmほど離れた山稜にあり、園内にはイギリス村、カナダ村などのテーマで施設および庭園が設けられている。この2つの村の間にはミニ鉄道が敷かれ、園内には庭園や花壇が多く、季節ごとの花々を楽しめることが特色である。敷地面積は50万 m2に及び、これは東京ディズニーランドとほぼ同じ広さである。

## 沿革
修善寺虹の郷の前身は、1924年（大正13年）に修善寺町町制施行記念事業として、もみじや赤松を植樹し整備した修善寺公園である。1967年（昭和42年）に再整備し民間所有の梅林を加え修善寺自然公園となり、1930年（昭和5年）に起きた北伊豆地震により崩壊した池の跡地を利用して「花しょうぶ園」を、1978年（昭和53年）には「しゃくなげの森」をそれぞれ期間限定で開園。1988年（昭和63年）には日本庭園が完成した。
その後、この修善寺公園を生かした周年誘客施設を造ることとなり、1987年（昭和62年）に着工。1989年（平成元年）12月6日、修善寺町が出資した財団法人修善寺町振興公社が県より認可を受け、1989年（平成元年）11月には公募により名称が決定。1990年（平成2年）4月1日に「修善寺虹の郷」が開園した。開園当時の同テーマパークは修善寺町の町域であったが、同町が合併したため現在は伊豆市の市域となっている。財団法人名も「伊豆市振興公社」に変更された。
2018年（平成30年）11月29日、指定管理者「伊豆市振興公社」が、同園の経営難を理由に、2019年（平成31年）3月末の営業を最後に運営から撤退、管理者を公募する方針であることが発表された。応募状況次第では休園や市の直営の可能性もあり、同年4月以降の営業は窮地に陥った。
2019年（平成31年）3月13日、伊豆市は4月からの指定管理者にシダックス大新東ヒューマンサービス（東京都）を選定。同年4月27日にリニューアル・プレオープンし、2019年（令和元年）9月8日にリニューアル・グランドオープンした。
テーマパークはゾーンごとに完結した風景をつくらなければならなく、イギリス村とカナダ村は800 mの距離をはさんで同じ尾根に配置し、もう一つの尾根には匠の村を、その間の谷には日本庭園と伊豆の村を配置している。各ゾーンは地形や樹木によってさえぎられ、独自の風景が保たれており、ゾーンを結ぶ間で漸次風景を移行させている。
工期は1986年（昭和61年）11月から1990年3月。設計・監修、造園設計、建築設計が戸田芳樹風景計画。基本設計は土木設計、設備設計が東日。建築意匠監修が野口昌夫（東京芸術大学）建築協力がアトリエあんと、沖建築設計事務所、建築館は前野望建築・都市研究所。
造園協力/オーク設計、ランドアート、アトリエ鯨。施工は東急・住友JV、飛島建設、第一園芸、石勝エクステリア。

## 主要施設

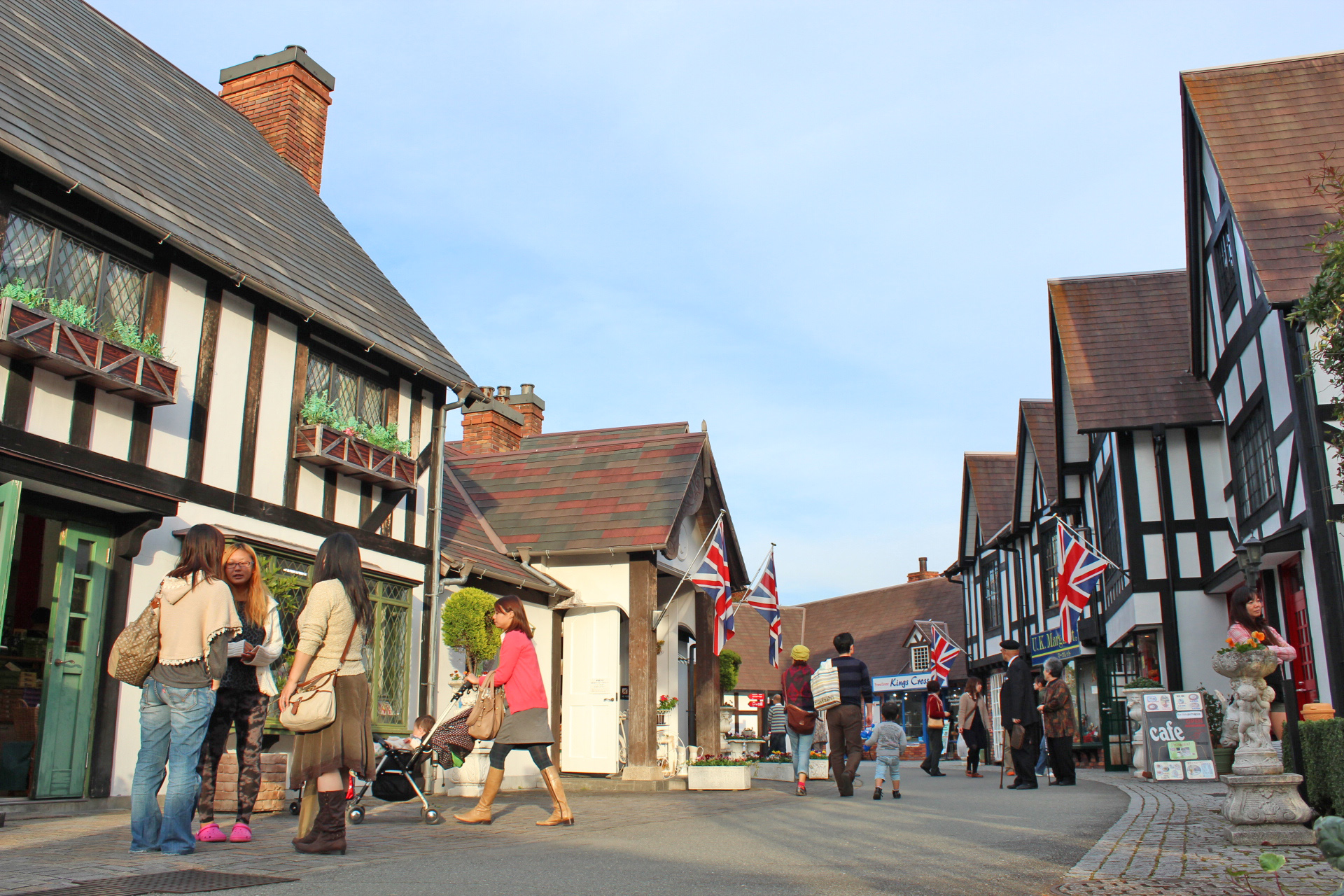
イギリス村
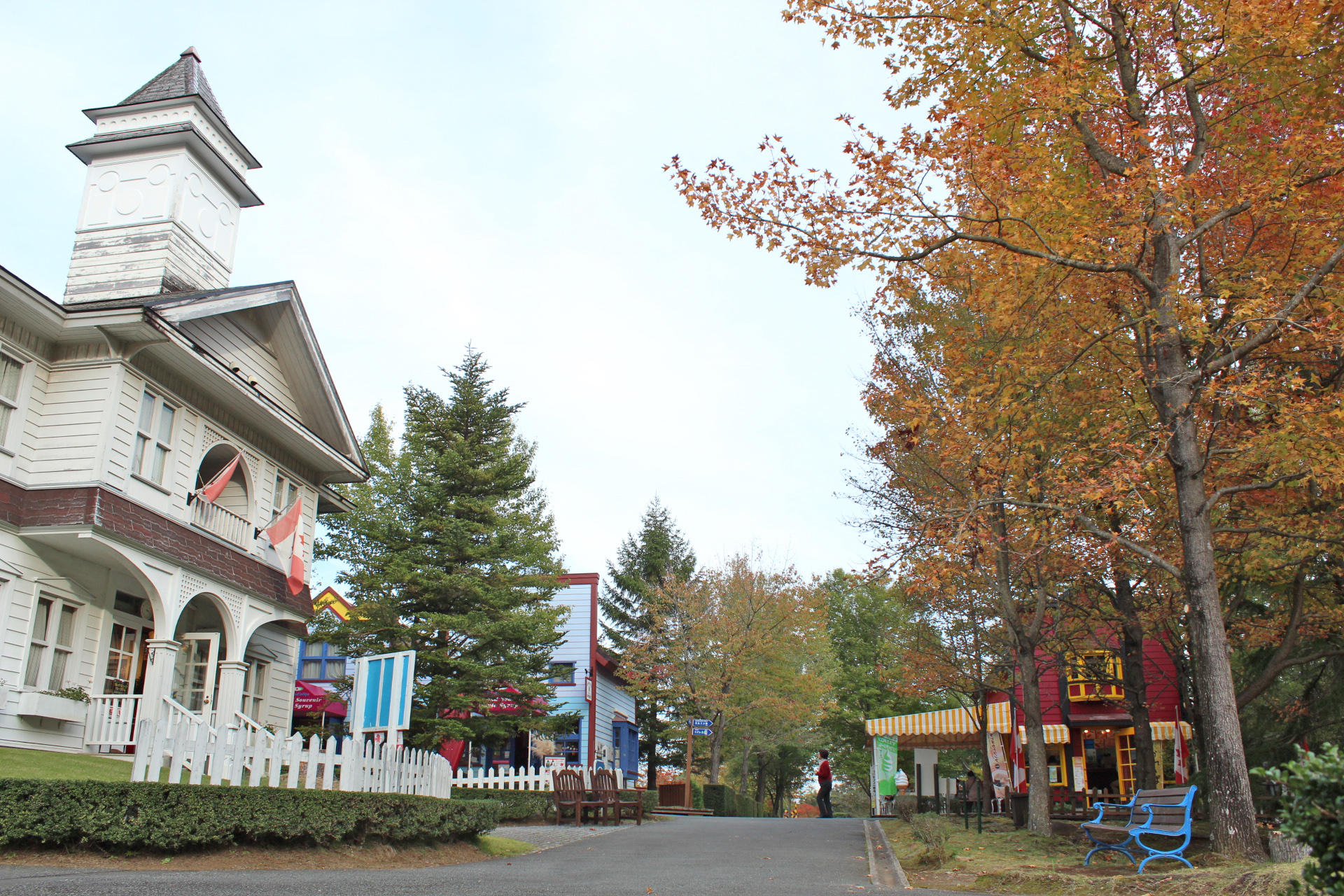
カナダ村
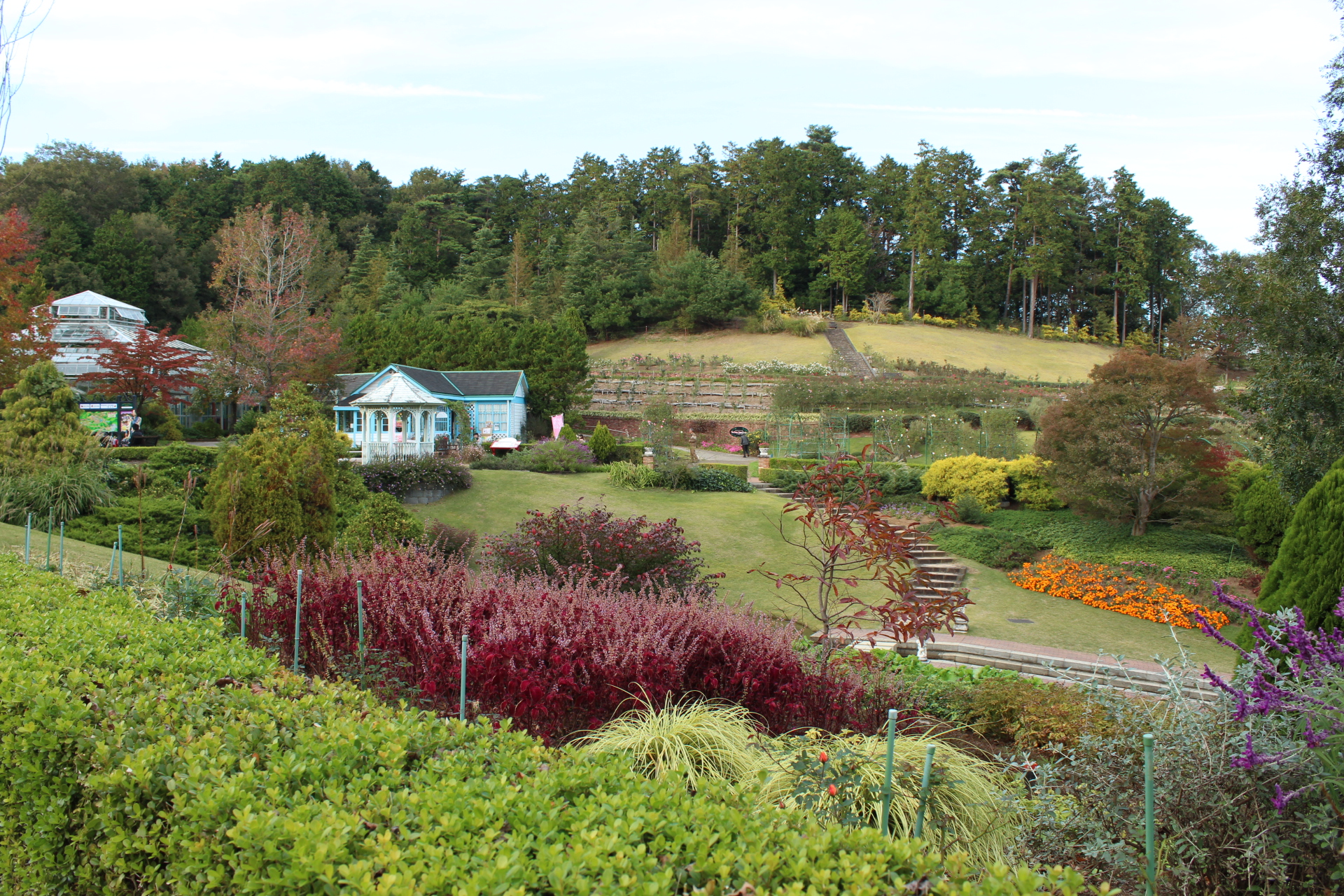
フェアリーガーデン
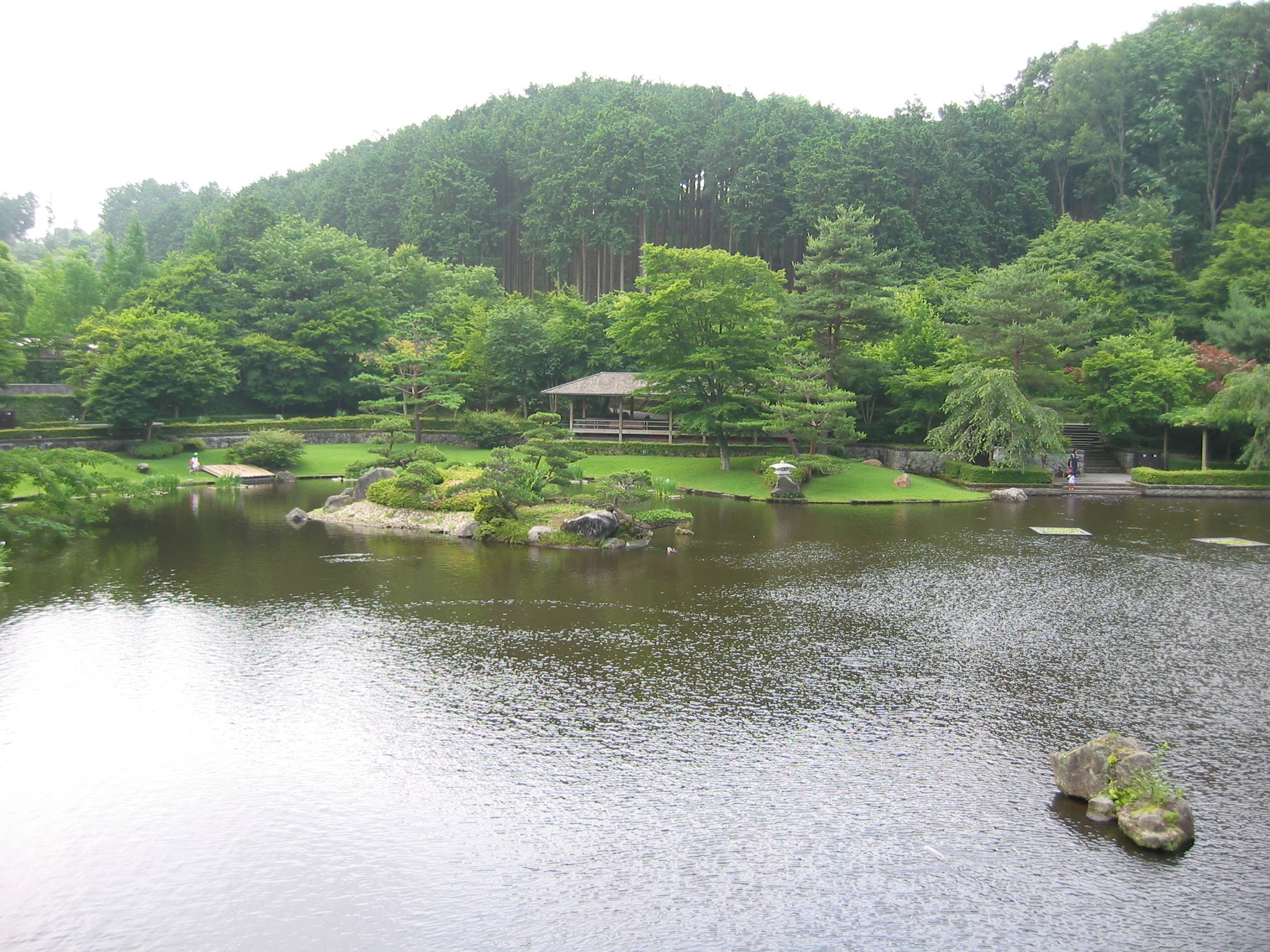
日本庭園の池
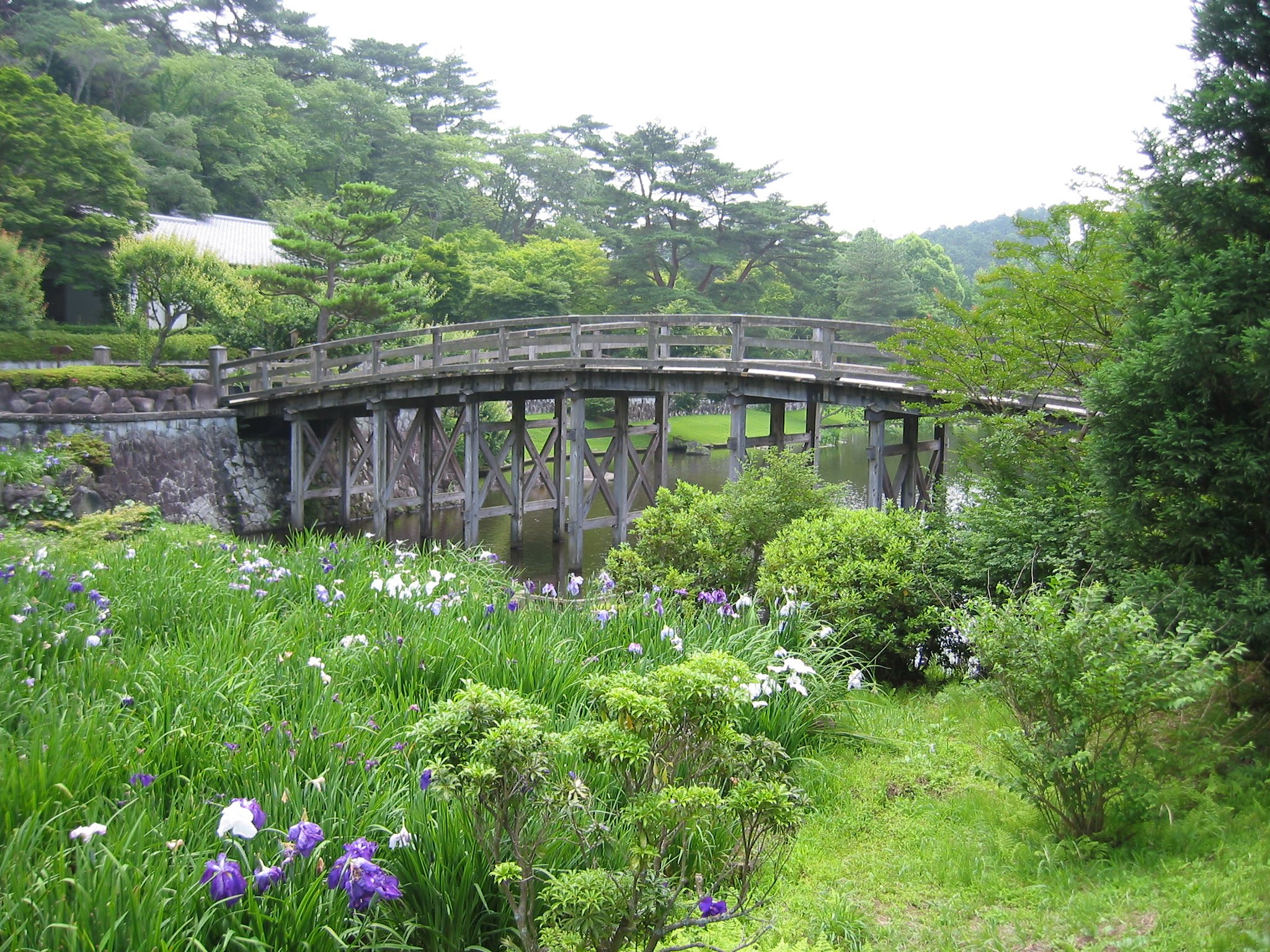
日本庭園の木橋
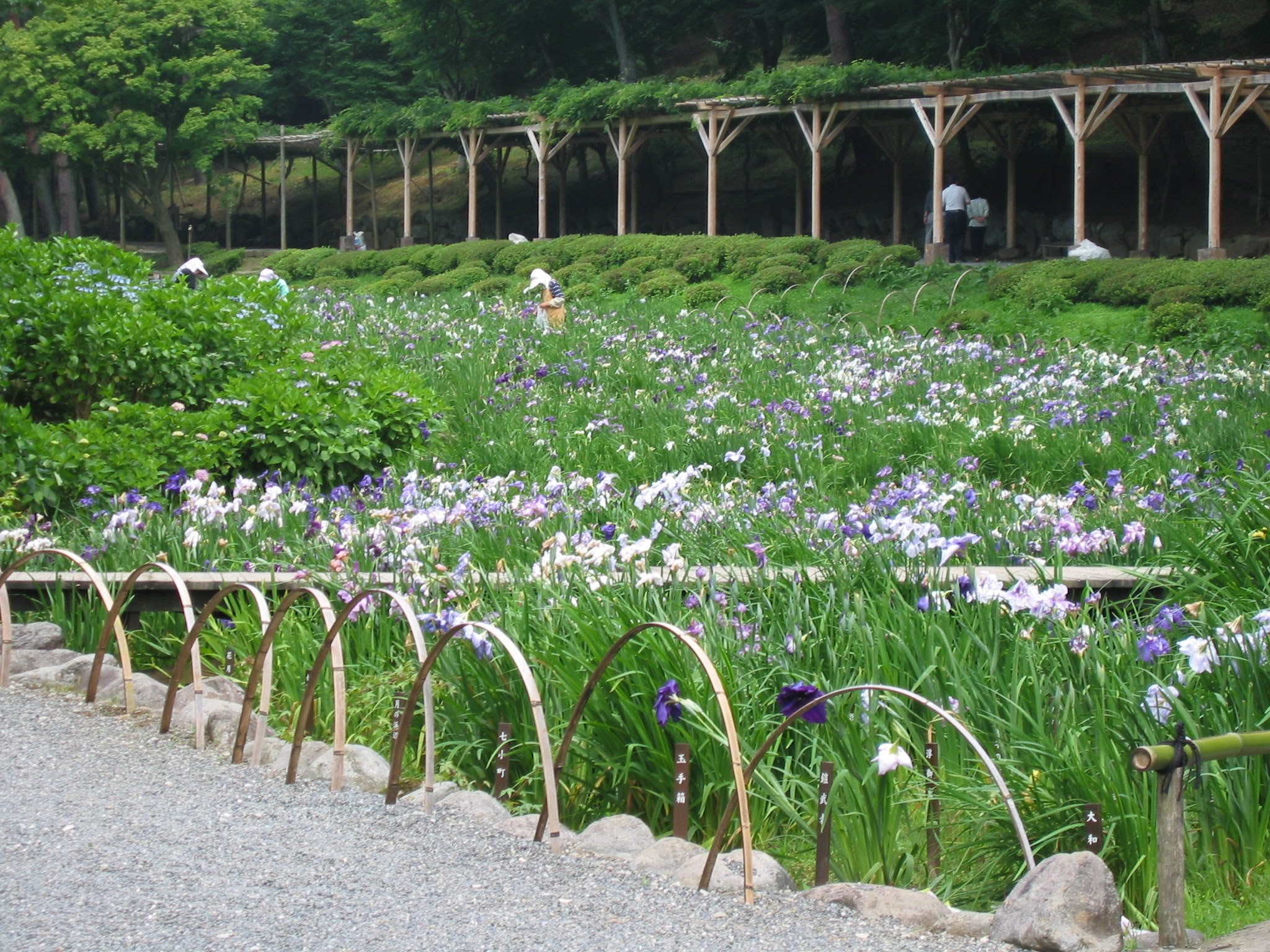
日本庭園の花菖蒲
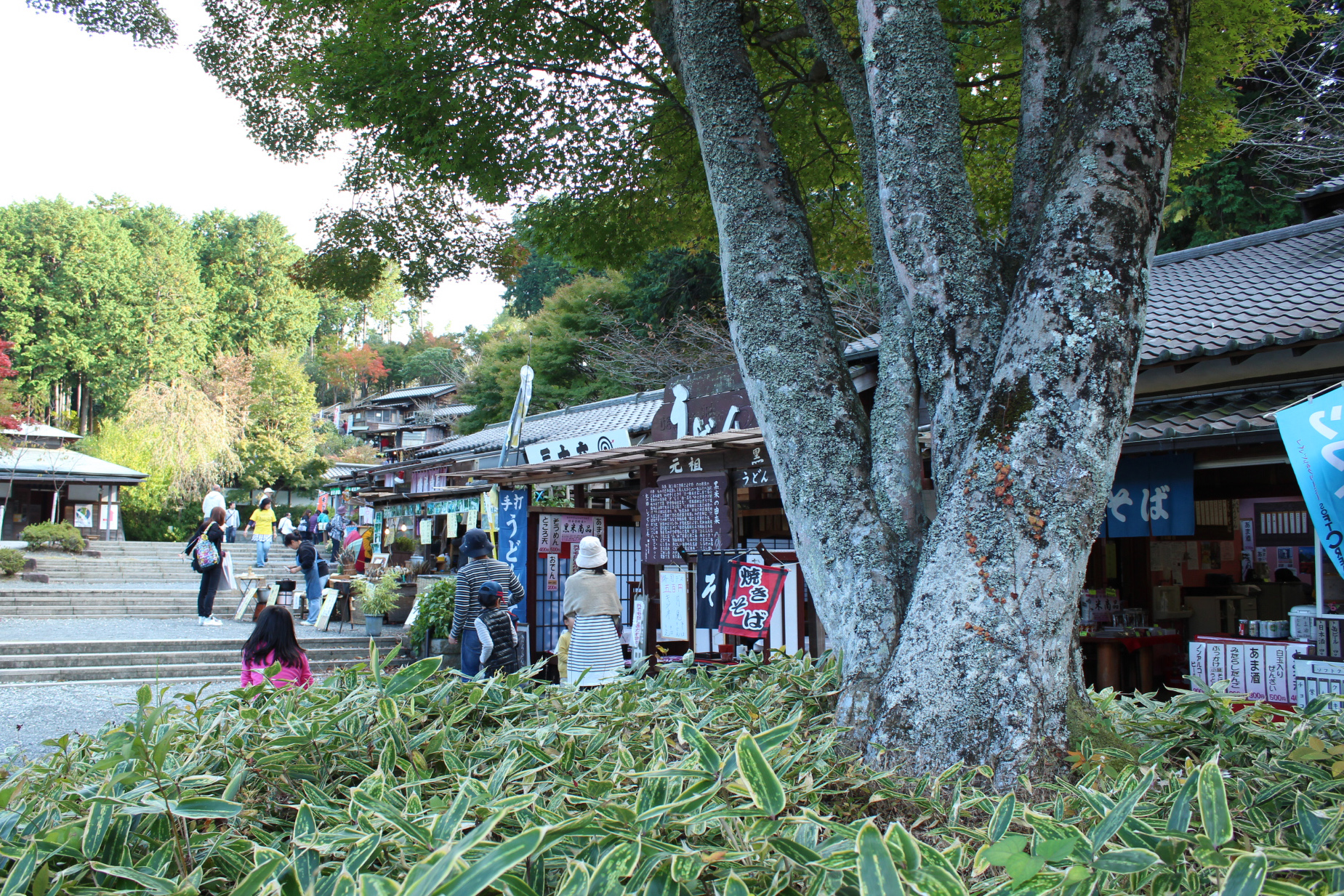
伊豆の村

イギリス村
エントランスを抜けたところにある、中世のイギリスの街並を模した施設群である。英国のアンティーク玩具を集めたトーイミュージアムや、レイルウェイミュージアム、カフェなどがある。広場では大道芸人が芸を披露することもある。売店ではイギリスからの直輸入品の販売もされている。
カナダ村
伊豆市の姉妹都市であるカナダのネルソン市を模して作られている。飲食店やカナダからの直輸入品の販売もされている。また、ロムニー鉄道のネルソン駅も置かれている。
フェアリーガーデン
洋風の庭園である。年間を通して花を楽しめるように施されている。バラの花が咲く温室「プリンセス・ローズ・ハウス」や、100種、2,300株のバラが咲く「ロイヤル・ローズ・ガーデン」がある。
インディアン砦
子供用の施設群である。森の木々の間を縫うように複数の滑り台が置かれ、最長のものは約100 m。大型のジャングルジムも置かれている。この施設群の奥には広大な芝生広場も設けられている。
日本庭園
藤や花菖蒲、石楠花や紫陽花などの日本的な花々が見られ、中心にある池には木橋も掛かっている。この庭園にはかつて夏目漱石が修善寺温泉で執筆をしていた際に滞在した菊屋旅館の旧本館を移築して夏目漱石記念館が作られている。
匠の村
和風の建物が建ち並び、陶芸や友禅染めなどの伝統工芸の職人が仕事もしている。陶芸、紙漉き、ネイチャークラフトの体験などが楽しめるほか、工芸品の販売もしている。茶房や富永一朗忍者漫画館、民具展示館などもある。岐阜県旧徳山村より移築された茅葺の家もある。
伊豆の村
和風の土産物屋や軽食店が連なる。海の幸や山の幸など、伊豆の特産品が手に入る。
その他
虹の郷の前身時代からある広大なもみじ林では約1,000本のもみじが見られ、見頃の時期にライトアップも行われる。

## 園内交通

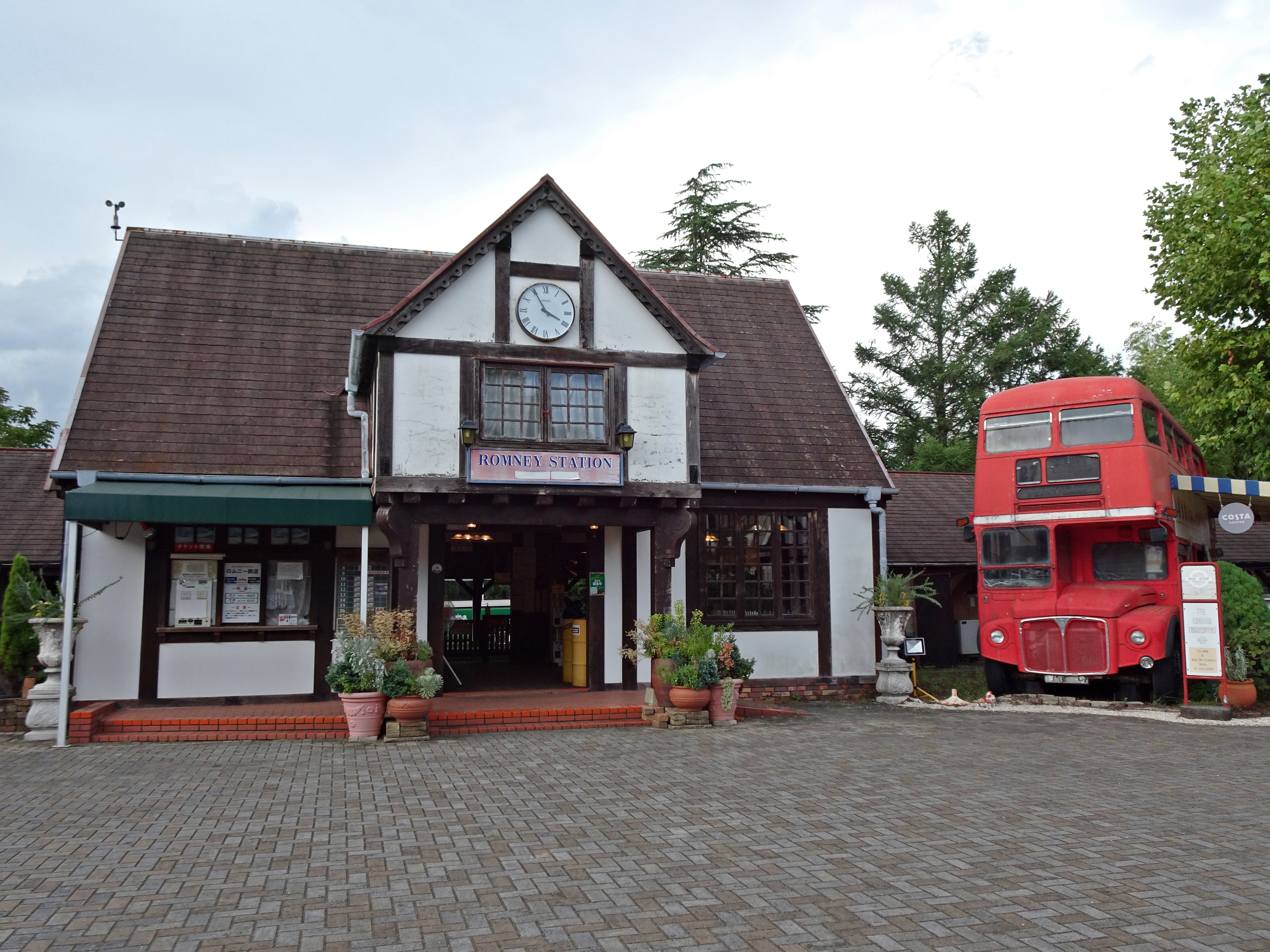
イギリス村のロムニー駅

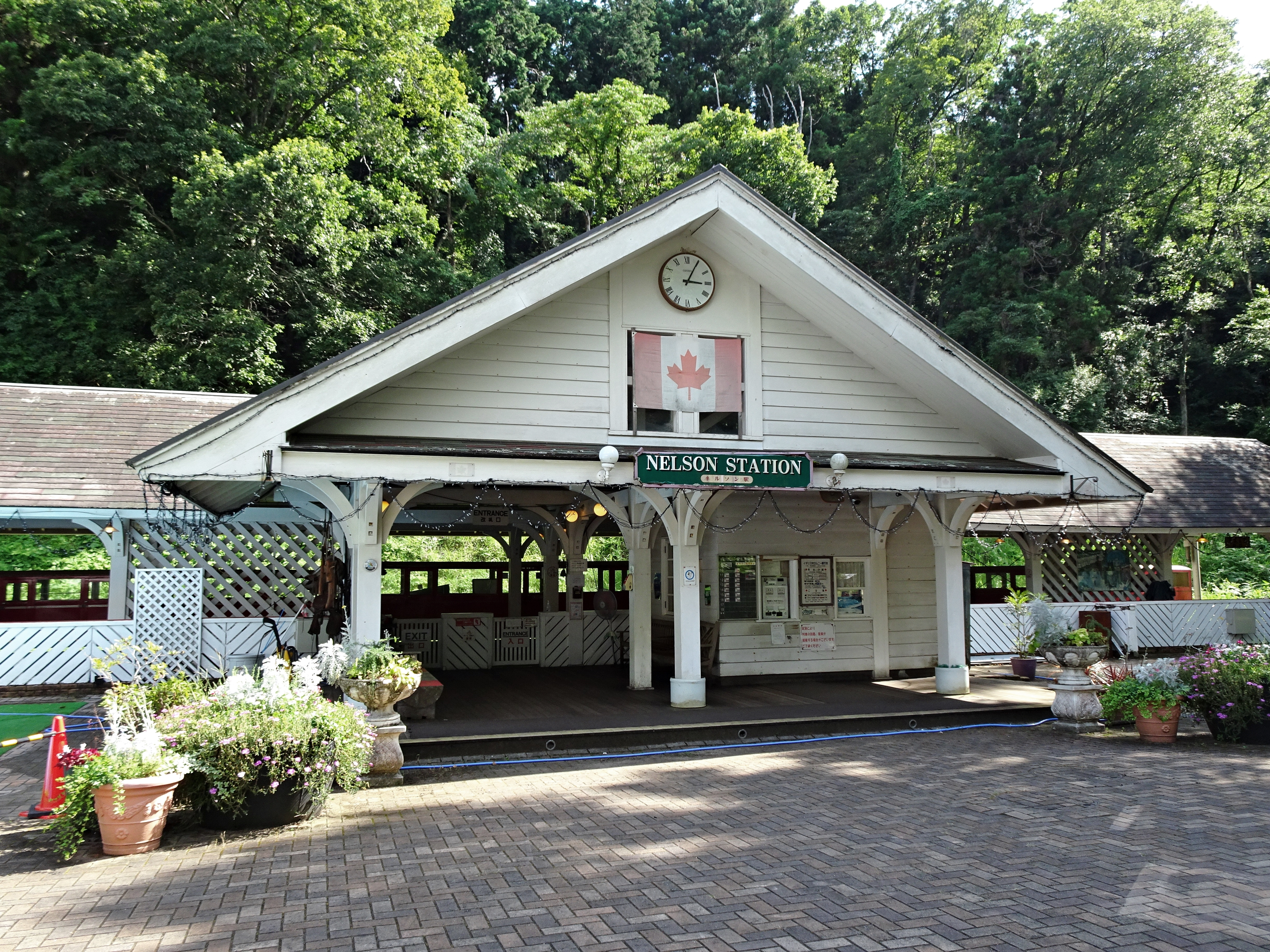
カナダ村のネルソン駅

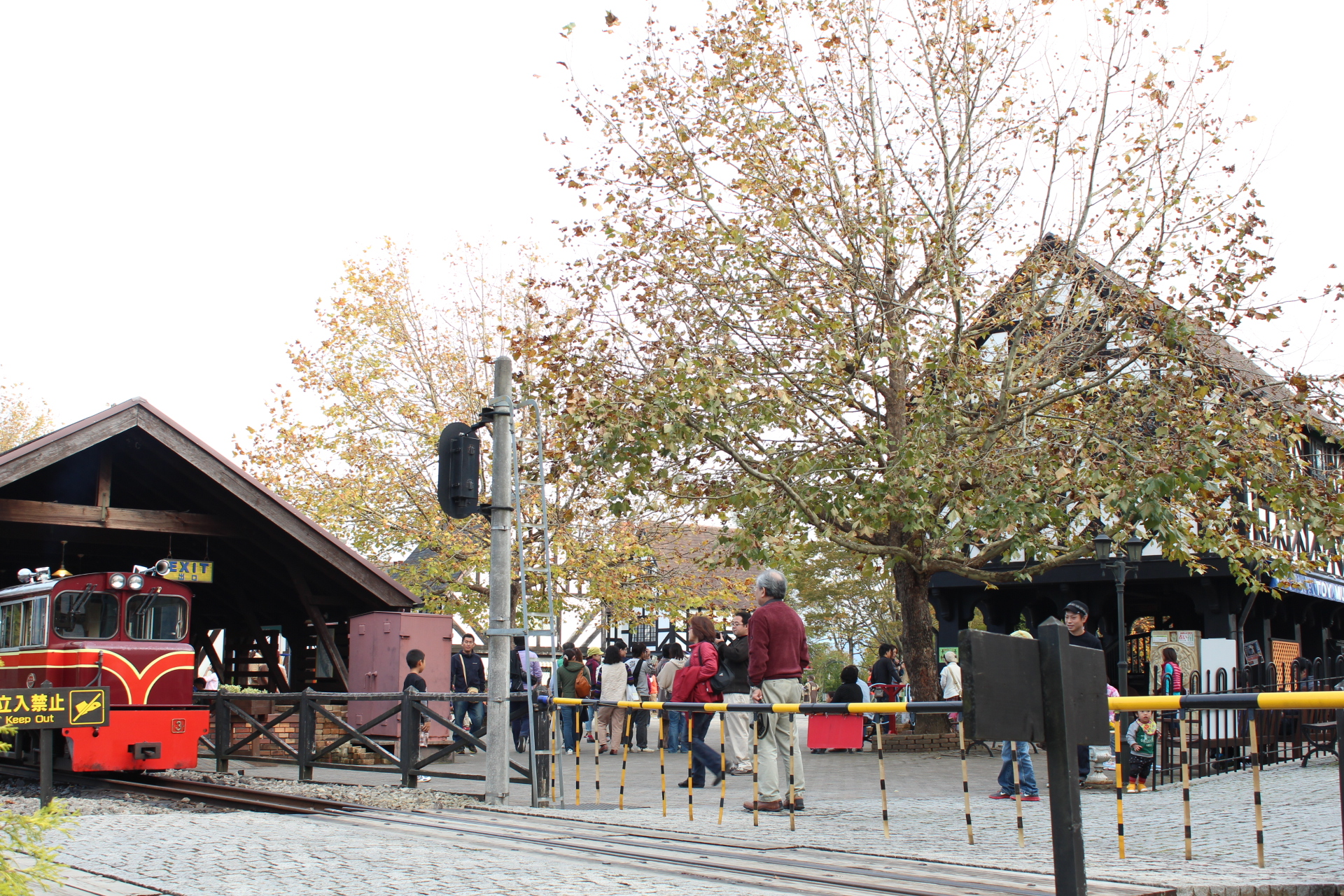
イギリス村のロムニー駅と車両（右）
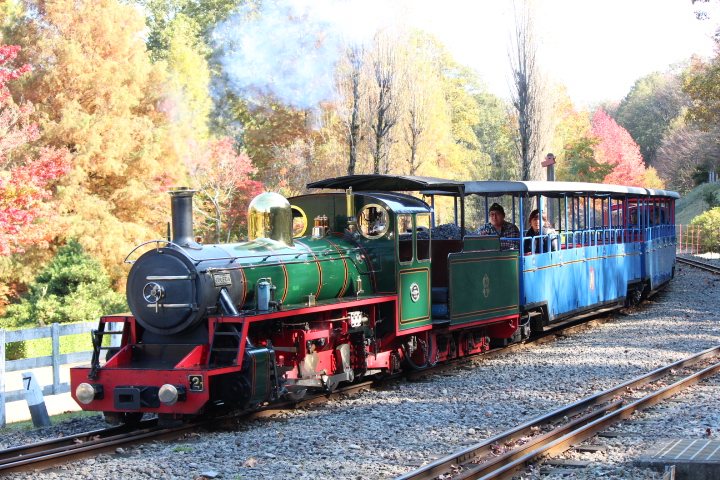
カンブリア号
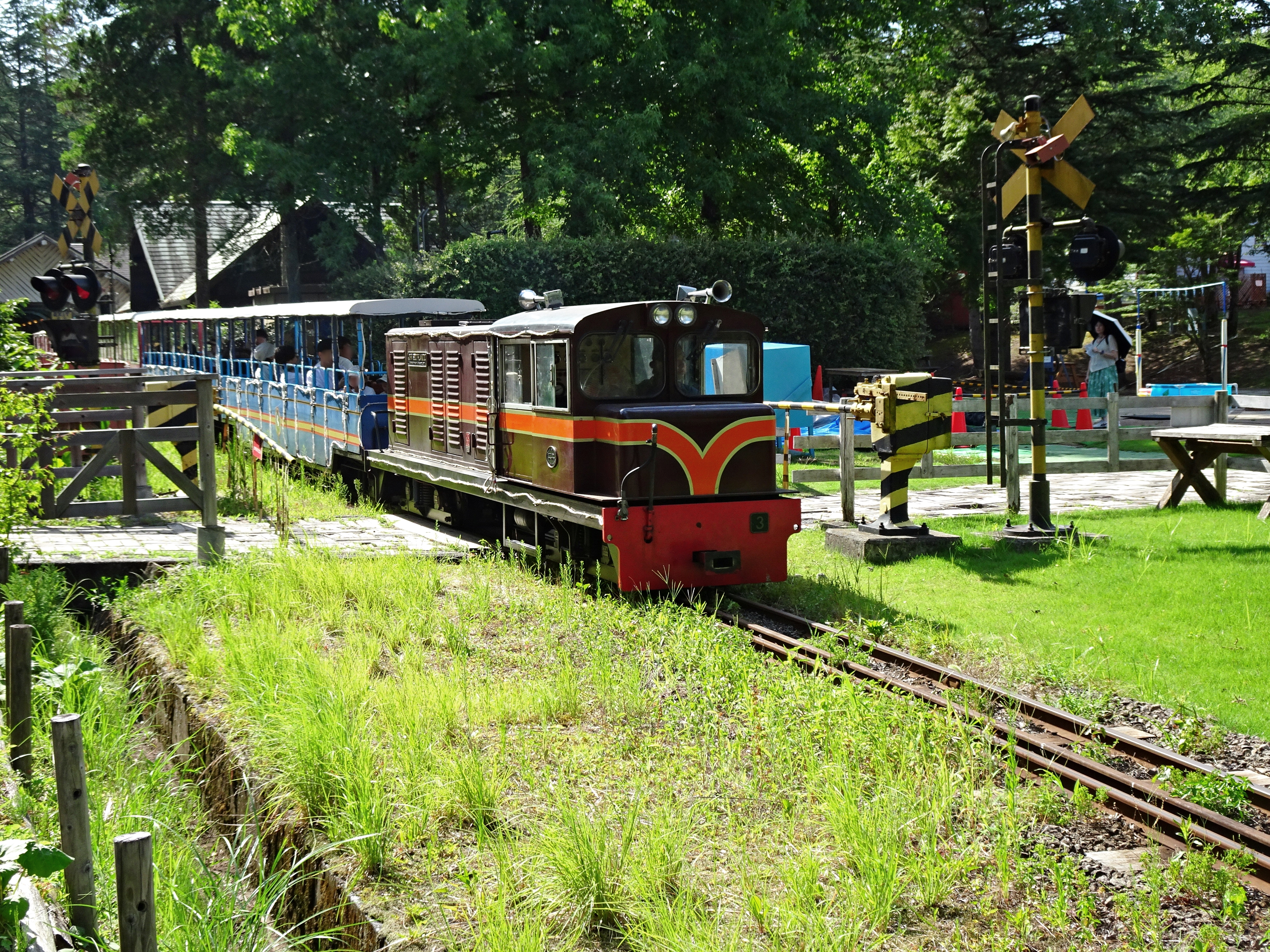
ジョン サウスランドII号
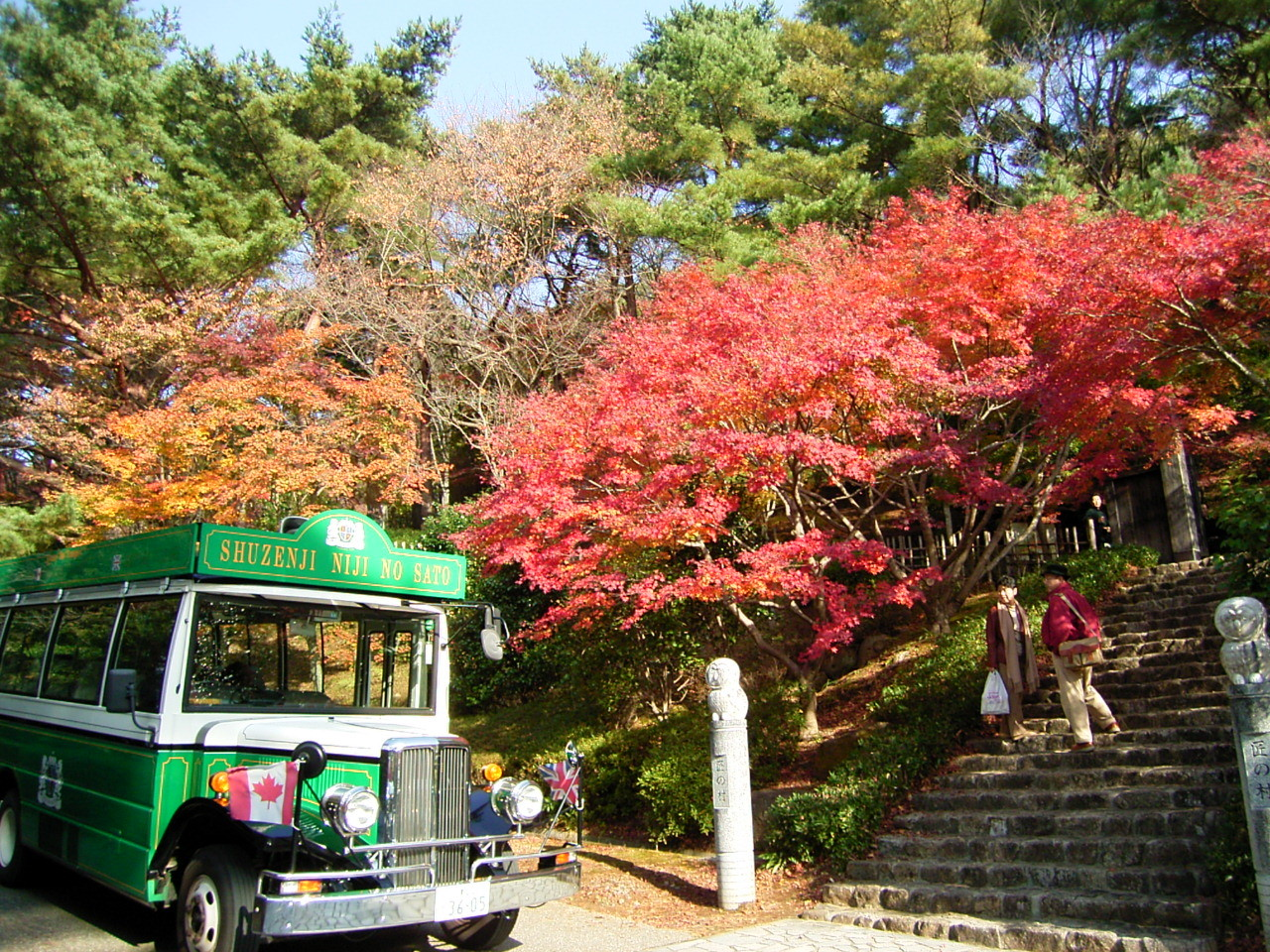
ロムニーバス

ロムニー鉄道
イギリス村のロムニー駅からカナダ村のネルソン駅間を往復する鉄道である。全長は約2.4 km。英国製の15インチゲージ（381 mmの軌間）のミニ蒸気機関車とディーゼル機関車が合わせて5両在籍している。イギリスのロムニー・ハイス&ディムチャーチ鉄道およびレーブングラス・アンド・エスクデール鉄道の協力を得て造られた。
| 名称                                            | 形式       | 製造                                            | その他 |
| ----------------------------------------------- | ---------- | ----------------------------------------------- | ------ |
| Cumbria カンブリア号                            | 蒸気       | 1992年 レーブングラス・アンド・エスクデール鉄道 |        |
| Northern Rock II ノーザン・ロックII号           | 蒸気       | 1989年 レーブングラス・アンド・エスクデール鉄道 |        |
| Ernest W. Twining アーネスト・W・トワイニング号 | 蒸気       | 1949年 フェアボーン鉄道                         | 展示用 |
| City of Birmingham シティ オブ バーミンガム号   | ディーゼル | 1992年 T.M.A社（en）                            |        |
| John Southland II ジョン サウスランドII号       | ディーゼル | 1988年 T.M.A社                                  |        |

ロムニーバス
イギリス村 - カナダ村 - 匠の村 - 日本庭園の間を結ぶバスである。アンティーク風の小型バスが園内を低速で運行する。園内のみの運行だが園内に県道があるため、ナンバーを取得している。

## 主要イベント

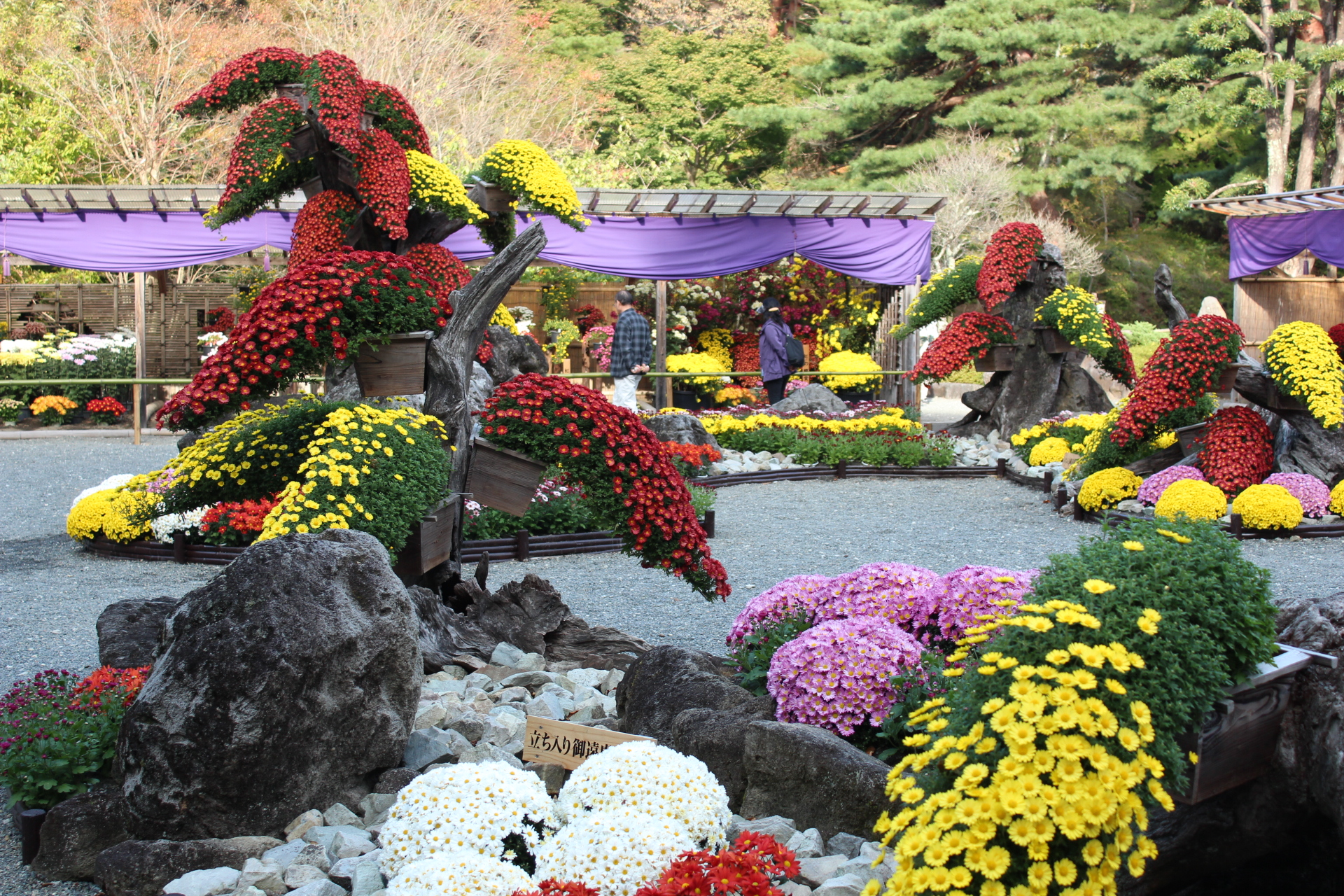
菊花まつり（2012年度）
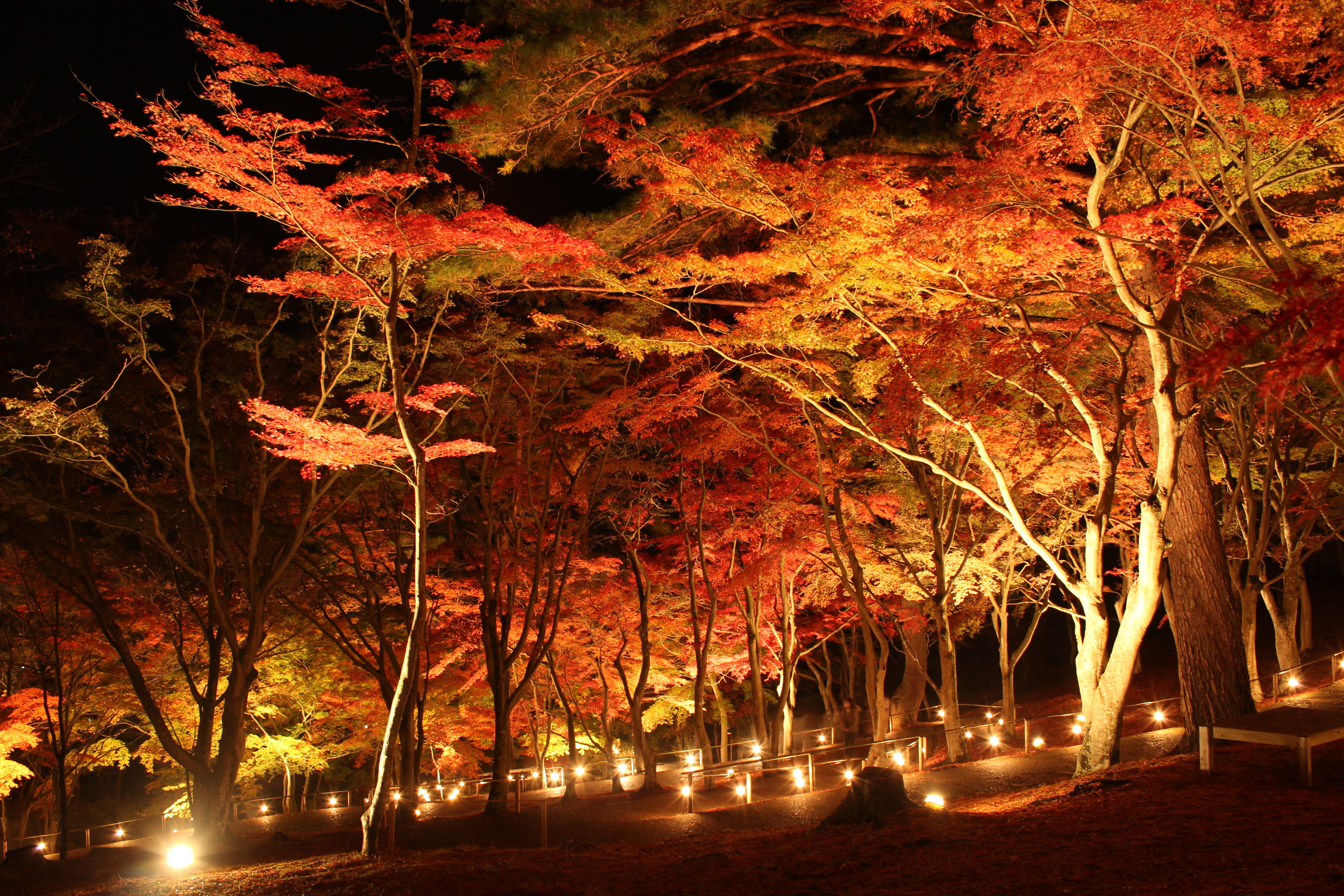
もみじ林のライトアップ（2012年度）

- 花しょうぶまつり
- 七夕まつり
- 虹の郷の夏休み
- 菊花まつり
- もみじ林のライトアップ
- クリスマスのイルミネーション

## 営業案内
- 開園時間
  - 4 - 9月 - 9:00 - 17:00（最終入園受付時刻 - 16:00）
  - 10 - 12月上旬 - 9:00 - 16:00（最終入園受付時刻 - 15:00）
  - 12月上旬 - 2月 - 10:00 - 16:00（最終入園受付時間 - 15:00）
  - 3月 - 9:00 - 16:00（最終入園受付時刻 - 15:00）
※夜間イベント時には開園時間が延長される。
- 料金
  - 大人 - 1,200円
  - 子供 - 600円
※団体料金、障害者料金の設定あり
- 駐車場完備（有料）

## 交通アクセス
- 公共交通機関
  - JR三島駅より、伊豆箱根鉄道修善寺駅下車。東海バス虹の郷行き（6番線）で約15分
- 自家用車
  - 東名高速道路沼津ICより、伊豆縦貫道修善寺IC経由で33.8 km（Googleマップ経路案内）
- 駿河湾フェリー
  - 土肥港より、西伊豆スカイライン経由で29.1 km（Googleマップ経路案内）